# Rhabdopterus bowditchi
Rhabdopterus bowditchi är en skalbaggsart som beskrevs av Barber 1943. Rhabdopterus bowditchi ingår i släktet Rhabdopterus och familjen bladbaggar. Inga underarter finns listade i Catalogue of Life.